# Manuel Pimentel
Manuel Ramón Pimentel Siles (ur. 30 sierpnia 1961 w Sewilli) – hiszpański przedsiębiorca, prawnik, pisarz i polityk, minister pracy i spraw społecznych (1999–2000).

## Życiorys
Absolwent szkoły biznesowej Escuela de Organización Industrial, agronomii na Universidad de Córdoba i prawa na Universidad de Sevilla. Pracował w różnych przedsiębiorstwach z branży środowiskowej i technologicznej. Zaangażował się w działalność polityczną w ramach Partii Ludowej. Był posłem do andaluzyjskiego parlamentu, a od 1996 sekretarzem stanu do spraw zatrudnienia w hiszpańskim rządzie. W styczniu 1999 premier José María Aznar powołał go na ministra pracy i spraw społecznych w swoim pierwszym gabinecie. Urząd ten sprawował do lutego 2000. W 2003 wystąpił z Partii Ludowej, krytykując decyzję rządu o udziale militarnym w interwencji w Iraku.
Od 2000 związany z branżą doradczą m.in. w Baker McKenzie. Został też prezesem stowarzyszenia Asociación Española de Empresas de Consultoría, zrzeszającego przedsiębiorstwa konsultingowe. Zajął się także działalnością publicystyczną, wydawniczą i pisarstwem. Jest autorem esejów, jak również powieści, takich jak Monteluz, Puerta de Indias, La Ruta de las Caravanas, El librero de la Atlántida, El Arquitecto de Tombuctú, El decálogo del Caminante i inne.